# Paul von Nicolay

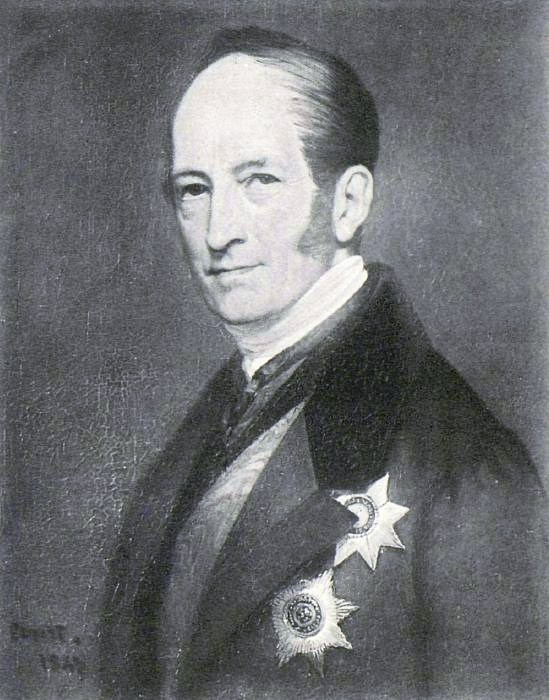
Paul von Nicolay

Baron Paul von Nicolay (* 17. Juni 1777 in Sankt Petersburg; † 28. April 1866 auf dem Landgut Monrepos bei Wyborg) war russischer Botschafter in London, Kopenhagen und Stockholm.

## Leben und Wirken
Paul von Nicolay war einziger Sohn von Ludwig Heinrich von Nicolay sowie dessen Ehefrau Johanna Margarethe Poggenpohl und bekam zu Ehren von Zar Paul den gleichen Namen.
Paul von Nicolay wurde russischer Staatsrat und war als zaristischer Botschafter in London, Kopenhagen sowie in Stockholm tätig. Er wurde 1829 als Baron vom damaligen Großfürstentum Finnland geadelt.
Paul von Nicolay nahm 1847 Abschied von den russischen Diensten und widmete sich ganz seinem Landgut Monrepos. Im Alter von 88 Jahren starb er dort am 28. April 1866.

### Familie
Paul von Nicolay heiratete 1811 die Prinzessin de Broglie (1787–1824) Tochter von Auguste Joseph  de Broglie-Revel (1762–1795) und Françoise de La Brousse de Verteillac (1760–1855). Mit ihr bekam er sechs Kinder:
- Marie Louise Simplicie Pauline (1812–1877) ⚭ Pierre Herman Baranov (1799–1871),
- Octavie Jeanne Caterine (1813–1896) ⚭ Alexandre Nikolaievitch Sutthoff (1799–1874),
- Alexandrine Henriette Catherine (1814–1886) ⚭ Adrien Gabriel Gaudin de Villaine (1800–1876) (Großmutter von Renée Elton Maud),
- Nicolai Armand Mikael (1818–1869) ⚭ Sofia Elisabeth von Meyendorff (1835–1910),
- Louis Ernst (1820–1891), er gab im Alter von 48 Jahren eine glänzende militärische Karriere auf und ging ins Kloster La Grande Chartreuse bei Grenoble.,
- Alexandre Pavlovitch (1821–1899) ⚭ Sofia Alexandrovna Chavchavadze (1833–862).